# Hélène Maige-Hocquette
Hélène Maige-Hocquette, née en 1902 et morte en 1990, est la première femme à occuper un poste d’assistante dans le laboratoire de botanique de la Faculté des Sciences de Lille en 1937.

## Biographie
Fille du professeur et doyen de la Faculté des Sciences Albert Maige, elle épouse en 1927 Maurice Hocquette, un des étudiants de son père, avec qui elle fait une partie de ses études.
Diplômée d’une licence ès sciences en 1925, elle entame des études en pharmacie à la Faculté mixte de médecine et de pharmacie de Lille, dont elle sort diplômée en 1927.
Dès 1924, elle est nommée aide-préparatrice en zoologie médicale  au laboratoire de parasitologie de la Faculté de médecine et de pharmacie. Elle y devient assistante en 1934, avant d’être transférée en 1937 au laboratoire de botanique de la Faculté des Sciences de Lille, se spécialisant en biologie végétale et agricole.
Elle soutient sa thèse de pharmacie intitulée Contribution à l'étude des "Anaboeniolum" Langneron du tube digestif du cobaye et du lapin en 1936.
Elle travaille aux côtés de son mari et termine sa carrière en tant que maître-assistante en 1966. Elle publie de nombreux articles souvent avec son mari.

## Principales publications
- Influence du bord de la mer sur la structure des feuilles d'Atropis maritima.  Compte rendu  de la  Soc. de Biologie de Lille n° 97 : 1711. 1927
- Anatomie comparée du Limbe chez Atropis maritima et Atropis distans Comptes rendus du Congrès des sociétés savantes de Paris et des départements. Section des sciences, Lille 1928 mémoire n° XII page 100-105[6]
- Influence de la culture, loin du bord de la mer, sur la feuille de Fusteca Rubra subsp Dumetorum, Société de Biologie de Lille, Compte rendu de la séance du 10 décembre 1934, pages 1261-1262[7]
- Influence de la culture loin du bord de la mer sur Agropyrum juceum.  C. R. Soc. Biol, 119 : 195-196. Lille.1935
- Contribution à l'étude des "Anaboeniolum" Langeron du tube digestif du cobaye et du lapin.Thèse de pharmacie, 1937[8]
- Expériences de culture pendant 19 ans d'une graminée du littoral à l'intérieur des terres.C.  R. Soc. Biologie,n° 141 page 1228-1230. Lille 1947
- 1954 Poldérisation naturelle sur le littoral de la Flandre française, C.R. SOème Congrès Soc.  Sav.  199-203, Lille avec son mari
- 1954 Épiphytisme et commensalisme. Buil. Soc. Bot. N  Fr, 8 : 67-71, Lille  avec son mari
- 1967 Botanique proustienne. Bulletin de la Société de  Botanique du Nord de la France. Tome 16, page 237-244. Lille[9]

### Sources
- Archives départementales du Nord - 3239W59 (dossier d'étudiante).
- Archives départementales du Nord - 3631W12 (dossier de personnel).
- Archives départementales du Nord - 3268W82 (registre de diplômés 1911-1923).
- Archives départementales du Nord - 3268W83 (registre de diplômés 1923-1926).